# Mosquito (Fußballspieler, 1996)
Thiago Rodrigues da Silva, genannt Mosquito, (* 6. Januar 1996 in Rio de Janeiro) ist ein brasilianischer Fußballspieler.

## Karriere

### Verein
Mosquito startete seine Laufbahn im Nachwuchsbereich von CR Vasco da Gama aus Rio de Janeiro. Er verließ den Klub 2012 wegen ausstehender Gehaltszahlungen. Er unterzeichnete am 4. Mai 2012 einen Kontrakt beim FC São Paulo. Dieser wurde aber bereits fünf Tage später verworfen. Mosquito schloss sich daraufhin Atletico Paranaense in Curitiba an. Der Kontrakt erhielt eine Laufzeit über zwei Jahre bis Ende 2013.
Bei Atletico Paranaense schaffte er 2014 den Sprung in den ersten Kader des Klubs. Im Auswärtsspiel gegen den Rio Branco SC in der Staatsmeisterschaft von Paraná am 2. Februar 2014 stand er in der Startelf und erzielte in der 79. Minute mit seinem ersten Pflichtspieltreffer das Anschlusstor zum 2:1. Vier Tage später gab Mosquito sein Debüt auf internationaler Klubebene. In der Copa Libertadores 2014 wurde er im Heimspiel gegen Sporting Cristal in der 70. Minute für Paulinho Dias eingewechselt. Ein Tor gelang ihm in der regulären Spielzeit nicht. Allerdings war er der sechste Schütze seiner Mannschaft im anschließenden Elfmeterschießen. Er verwandelte diesen. In dem Wettbewerb schlossen sich drei weitere torlose Einsätze an. Sein erstes Spiel in der obersten brasilianischen Liga bestritt Mosquito auch in der Série A 2014. Am 14. April 2014 stand er am 1. Spieltag der Meisterschaft als Reservespieler im Kader beim Heimspiel gegen den Grêmio Porto Alegre. In dem Spiel wurde er in der 74. Minute für Marcos Guilherme eingewechselt.
2015 wechselte Mosquito zu Desportivo Brasil, einem Klub, dessen Hauptzweck es ist, Spieler im Alter von 13 bis 20 Jahren weiterzuentwickeln und möglichst profitabel weiterzuverkaufen. Mosquito wurde auch im Februar 2015 umgehend an seinen ehemaligen Jugendclub Vasco ausgeliehen. Mosquito bestritt nur einen Einsatz in der Staatsmeisterschaft von Rio de Janeiro sowie einen in der Copa do Brasil 2015. Mit nur diesen zwei Einsätzen im Gepäck musste Mosquito Vasco im Juli 2015 wieder verlassen, konnte aber den Titelgewinn in der Staatsmeisterschaft feiern. Der Spieler wurde am 12. August 2015 nach Spanien an den UE Llagostera ausgeliehen. Der Vertrag erhielt eine Laufzeit über ein Jahr. Für den Klub lief er in drei Spielen in der Segunda División auf. Sein erstes Spiel bestritt Mosquito 22. August 2015 gegen den CA Osasuna. In dem Heimspiel wurde er in der 65. Minute für Chumbi eingewechselt. Der Vertrag wurde seitens des Klubs vorzeitig zum Jahresende 2015 aufgelöst, weil der Spieler die Erwartungen nicht erfüllte. Bei Llagostera bestritt Mosquito jeweils drei Spiele in der Liga (0 Tore) und im Pokal (1 Tor).
Mosquito wechselte nunmehr fest von Desportivo Brasil zum Deportivo Maldonado nach Uruguay. Dieser lieh ihn für die Saison 2016 an Athletico Paranaense aus, kam hier aber zu keinen Einsätzen. Er saß lediglich dreimal auf der Reservebank. Im Jahr 2017 startete Mosquito zunächst als Leihgabe an den Boavista SC, für welchen er in der Staatsmeisterschaft von Rio de Janeiro antrat. Es folgte eine weitere Leihe nach Argentinien an den Arsenal de Sarandí. Sein erstes Spiel in der argentinischen Superliga bestritt Mosquito am 2. Spieltag der Saison 2016/17 gegen CA Colón. In der 80. Minute des Heimspiels wurde er für Leonardo Rolón eingewechselt. Nach Auslaufen der Leihe kehrte Mosquito zu Deportivo Maldonado zurück. Am 28. Juli 2018 bestritt er für den Klub sein erstes Pflichtspiel. In der zweiten Liga Uruguays traf sein Klub auf den CA Juventud. In dem Spiel wurde Mosquito in der 64. Minute für Matías Tellechea eingewechselt. Kurz darauf wurde Mosquito wieder ausgeliehen. Er kam zum Najran SC nach Saudi-Arabien.
Zur Saison 2019 kehrte Mosquito zu Boavista zurück. Der Vertrag erhielt eine Laufzeit bis April 2020. Danach ging er zum zweiten Mal zum Deportivo Maldonado. Hier stand er bis Ende Januar 2022 unter Vertrag. Über die brasilianischen Vereine Coimbra EC und dem Villa Nova AC ging er im Juni 2022 nach Thailand. Hier unterschrieb er in Lampang einen Vertrag beim Erstligaaufsteiger Lampang FC. Nach einer Saison Erstklassigkeit musste er mit Lampang am Ende der Saison als Tabellenletzter wieder den Weg in die zweite Liga antreten. Nach dem Abstieg wechselte er im Juni 2023 nach Chiangmai zum Zweitligisten Chiangmai United FC. Nach 31 Ligaspielen wurde sein Vertrag im Juni 2024 nicht verlängert. Ende August 2024 wechselte er für den Rest des Jahres zum indonesischen Zweitligisten FC Bekasi City. Für den Verein aus Bekasi bestritt er 14 Ligaspiele. Hierbei erzielte er zwei Treffer. Ende Dezember 2024 kehrte er nach Thailand zurück, wo er einen Vertrag beim Zweitligisten Nakhon Si United FC unterschrieb. Hier bestritt er zehn Ligaspiele. Im Juli 2025 unterschrieb er in Songkla einen Vertrag beim Zweitligaaufsteiger Songkla FC.

### Nationalmannschaft
Mosquito durchlief die Nachwuchskader Brasiliens und stand mit diesen in verschiedenen internationalen Wettbewerben. Bei der U-15-Fußball-Südamerikameisterschaft 2011 wurde er mit zwölf Toren Torschützenkönig und Titelgewinner. Außerdem nahm er an der U-17-Fußball-Südamerikameisterschaft 2013 (4 Spiele, 1 Tor), der U-17-Fußball-Weltmeisterschaft 2013 (5 Spiele, 4 Tore) und dem Turnier von Toulon, welches ebenfalls gewonnen wurde (2 Spiele, 1 Tor). Eine Berufung zum A-Kader erfolgte bislang nicht.

## Erfolge
Nationalmannschaft
- U-15-Fußball-Südamerikameisterschaft: 2011
- Turnier von Toulon: 2014
- U-20 Turner von Alcudia: 2014

Vasco da Gama
- Staatsmeisterschaft von Rio de Janeiro: 2015

## Auszeichnungen
Nationalmannschaft
- Torschützenkönig U-15-Fußball-Südamerikameisterschaft: 2011 (12 Tore)